# Enter Air

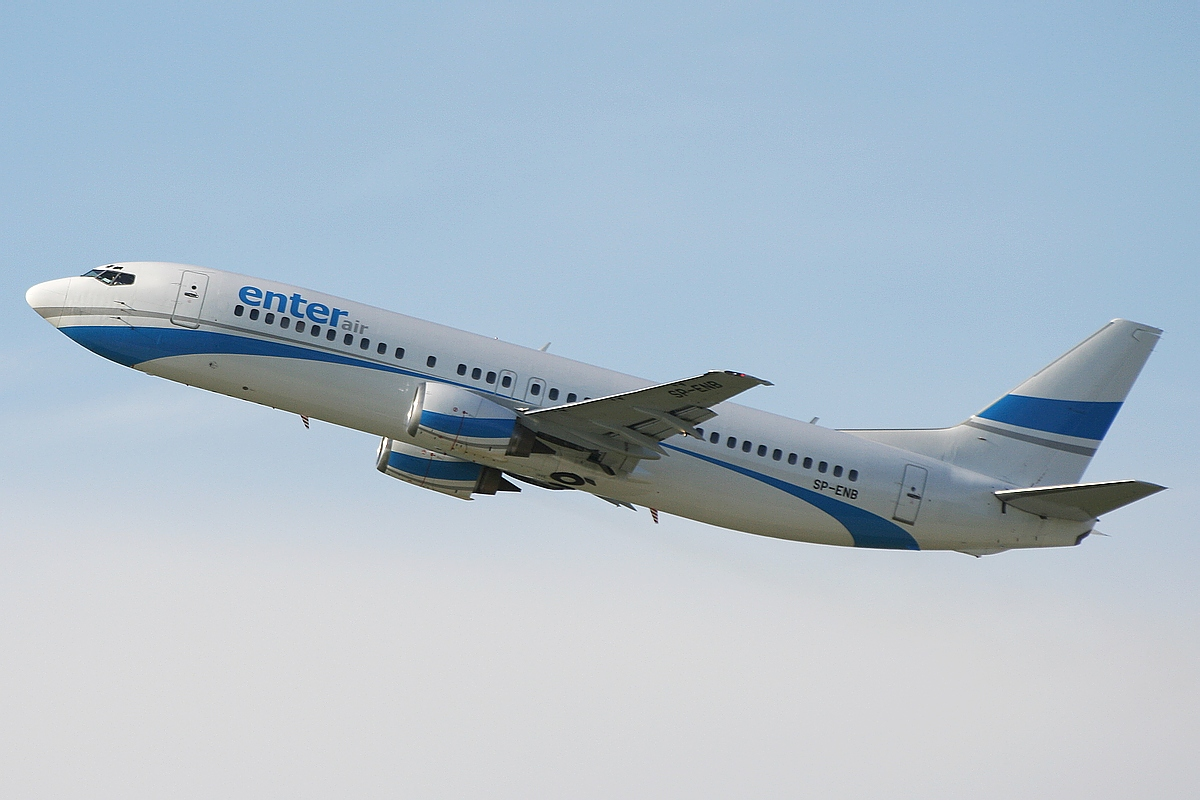
Enter Air Boeing 737-400 в 2010.

Enter Air — чартерна авіакомпанія з головним офісом у Варшаві, Польща та з базами в аеропортах Варшава-Шопен та Катовиці. Здійснює пасажирські перевезення та чартерні рейси з польських та інших європейських аеропортів.

## Історія
Перший комерційний рейс Enter Air відбувся 25 квітня 2010 року. Авіакомпанія співпрацює з великими туроператорами в Польщі та виконує рейси переважно з Польщі до курортів. Його недорогі пропозиції допомогли зрости пасажирообіг понад 300% протягом 2010-2012 років, незважаючи на зростання цін на паливо та події в Тунісі та Єгипті, що змусило деякі авіакомпанії скоротити свій парк або навіть зникнути з ринку.

## Напрямки
Албанія
- Тирана (аеропорт)

Болгарія
- Бургас (аеропорт)
- Софія (аеропорт)
- Варна (аеропорт)

Хорватія
- Дубровник (аеропорт)
- Спліт (аеропорт)

Кіпр
- Пафос (аеропорт)

Чехія
- Прага (аеропорт)

Єгипет
- Хургада (аеропорт)
- Марса-Алам (аеропорт)
- Шарм-ель-Шейх (аеропорт)
- Таба (аеропорт)

Фінляндія
- Енонтекіе (аеропорт)

Франція
- Ліон (аеропорт)
- Нант (аеропорт)
- Париж-Шарль де Голль
- Тулуза (аеропорт)

Греція
- Афіни (аеропорт)
- Ханья (аеропорт)
- Корфу (аеропорт)
- Іракліон (аеропорт)
- Кос (аеропорт)
- Араксос (аеропорт)
- Родос (аеропорт)
- Салоніки (аеропорт)
- Закінф (аеропорт)
- Кефалонія (аеропорт)

Угорщина
- Будапешт (аеропорт)

Ізраїль
- Ейлат-Увда
- Тель-Авів (аеропорт)

Італія
- Катанія (аеропорт)
- Ламеція-Терме (аеропорт)
- Ольбія (аеропорт)
- Верона (аеропорт)

Кенія
- Момбаса (аеропорт) через Ларнака (аеропорт)[взимку]

Македонія
- Охрид (аеропорт)

Чорногорія
- Подгориця (аеропорт)

Марокко
- Агадір (аеропорт)

Нідерланди
- Амстердам (аеропорт) [Сезонний чартер]

Оман
- Маскат (аеропорт)  [взимку]

Польща
- Бидгощ (аеропорт)
- Гданськ (аеропорт)
- Катовиці (аеропорт) Базовий
- Краків (аеропорт)
- Люблін (аеропорт)
- Лодзь (аеропорт)
- Познань (аеропорт) Базовий
- Ряшів (аеропорт)
- Варшава-Шопен Базовий
- Вроцлав (аеропорт) Базовий

Португалія
- Фару (аеропорт)
- Мадейра (аеропорт)

Іспанія
- Барселона (аеропорт)
- Фуертевентура (аеропорт)
- Жирона (аеропорт)
- Гран-Канарія (аеропорт)
- Малага (аеропорт)
- Пальма-де-Мальорка (аеропорт)
- Севілья (аеропорт)
- Вальядолід (аеропорт) Сезонний базовий
- Тенерифе-Південний (аеропорт)

Шрі-Ланка
- Коломбо (аеропорт)

Туніс
- Джерба (аеропорт)
- Енфіда-Хаммамет (аеропорт)

Туреччина
- Анталія (аеропорт)
- Міляс-Бодрум (аеропорт)
- Даламан (аеропорт)
- Ізмір (аеропорт)

Об'єднані Арабські Емірати
- Рас-ель-Хайма (аеропорт)
- Дубай (аеропорт)
- Фуджайра (аеропорт)

Велика Британія
- Бірмінгем (аеропорт)
- Борнмут (аеропорт) операції для Transun
- Бристоль (аеропорт)
- Аеропорт Дарем Долина Тиса операції для Transun
- Ексетер (аеропорт)
- Глазго (аеропорт)
- Лідс-Бредфорд (аеропорт)
- Лондон-Гатвік операції для Olympic Holidays [сезонний базовий]
- Норвіч (аеропорт)
- Манчестер (аеропорт) [сезонний базовий]
- Деррі (аеропорт)

## Флот

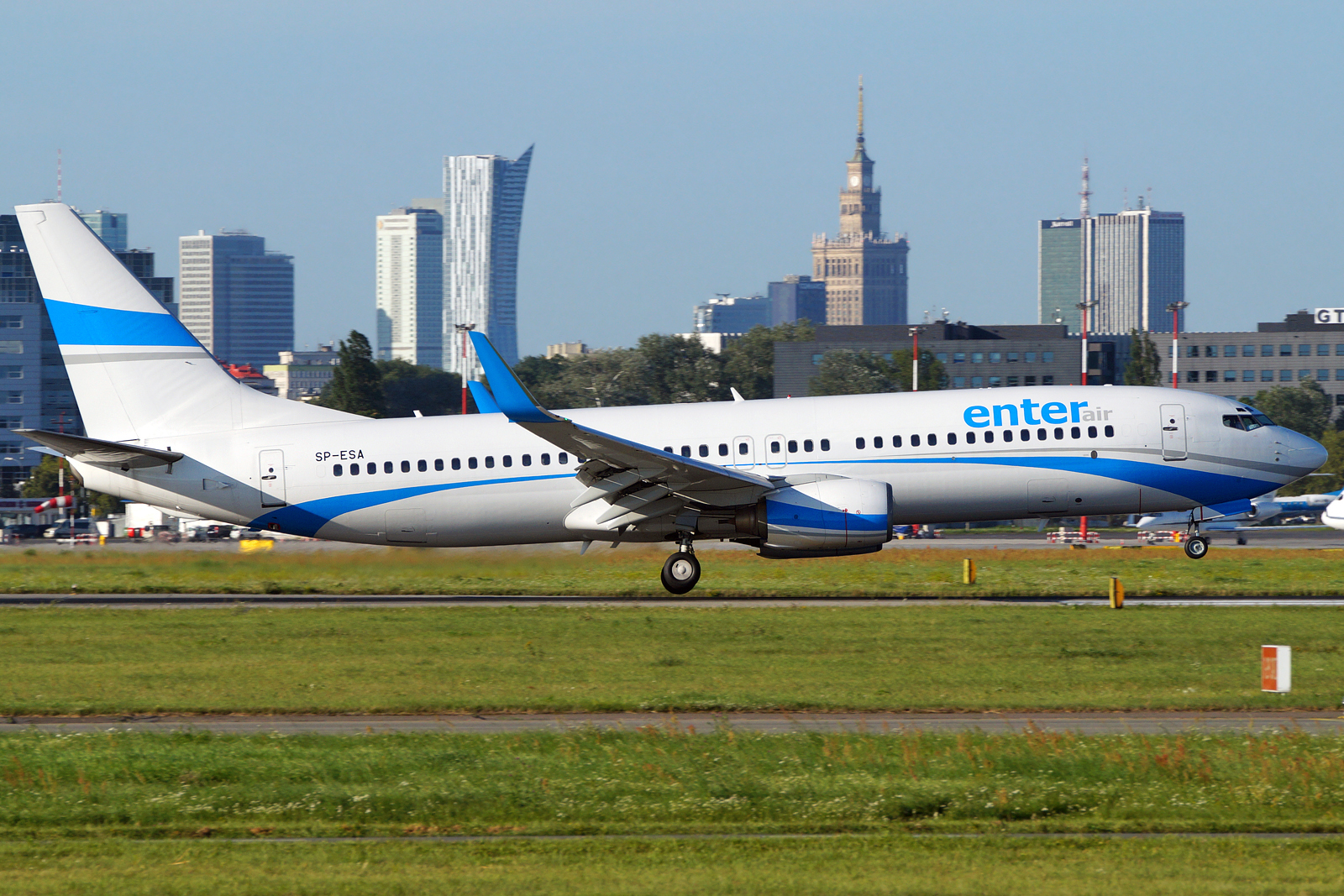
Boeing 737-800 у Варшава-Шопен

Флот Enter Air на грудень 2017:
| Тип              | В дії | Замовлення | Пасажирів | Примітки |  |
| ---------------- | ----- | ---------- | --------- | -------- |  |
| Boeing 737-800   | 16    | —          | 189       |          |  |
| Boeing 737 MAX 8 | —     | 6          | 189       |          |  |
| Разом            | 16    | 6          |           |          |  |